# Běh na 800 metrů
Běh na 800 metrů se již nepočítá mezi sprinty, ale jedná se o běh na střední trati. Běží se ve velmi rychlém tempu, i když ne v maximálním jako sprint. Trať se běhá na dva okruhy (délka běžecké atletické dráhy na stadionu činí 400 metrů) v oddělených drahách širokých 122–125 cm. Při běhu na 800 m (a na delší vzdálenosti) již atleti nestartují ze startovních bloků. V průběhu závodu hraje roli také taktika, protože závodníci se v průběhu závodu seběhnou k vnitřní straně dráhy. Nejlepší muži a ženy v této disciplíně dokážou běhat časy pod 1:45 minut, resp. 2:00 minuty.
Rekordmanem MS v běhu na 800 m byl rodilý Keňan, od r. 1996 reprezentant Dánska Wilson Kipketer se třemi zlatými medailemi. Po 13 letech vymazal v srpnu 2010 jeho SR o pouhé dvě setiny David Lekuta Rudisha časem 1:41,09 min. Vlastní světový rekord poté vylepšil v italském Rieti o osm setin na 1:41,01. Na Letních Olympijských hrách v Londýně v roce 2012 svůj rekord znovu vylepšil na 1:40,91. Je pravděpodobné, že v budoucnu budou nejlepší běžci schopni zaběhnout i pod hranici 100 sekund, neboli 1:40 min.
Z žen má stejně úspěšnou bilanci Mosambičanka Maria Mutolaová. Ta však na rozdíl od Wilsona Kipketera získala na halovém mistrovství světa dalších 7 titulů světové šampionky. Světový rekord zaběhla při mítinku v Mnichově v roce 1983 československá atletka Jarmila Kratochvílová časem 1:53.28. Tento čas je dodnes platným světovým rekordem a je zároveň v současnosti nejdéle platným světovým rekordem v atletických disciplínách. O měsíc později na prvním mistrovství světa v atletice svou vynikající formu zúročila a získala zlatou medaili. V roce 1999 vybojovala zlatou medaili její svěřenkyně Ludmila Formanová, která v roce 1998 získala i halový titul. Halovými mistry Evropy se v roce 1972 stali Jozef Plachý a v roce 1984 Milena Matějkovičová.
Běhu na 800 m se také říká půlka, protože vzdálenost odpovídá zhruba polovině anglosaské míle.

## Současní světoví rekordmani

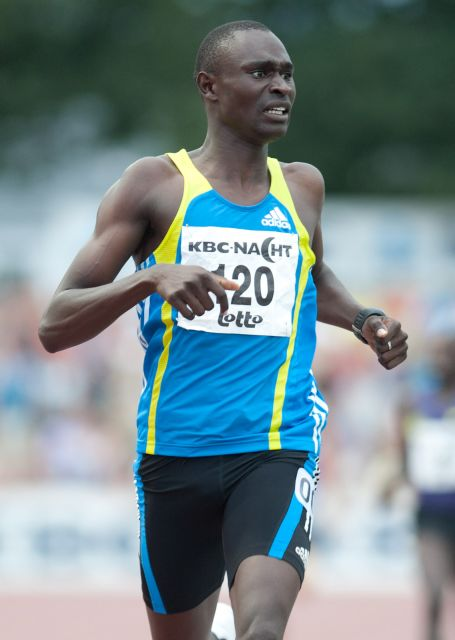
Muži – David Lekuta Rudisha 1:40,91 min.
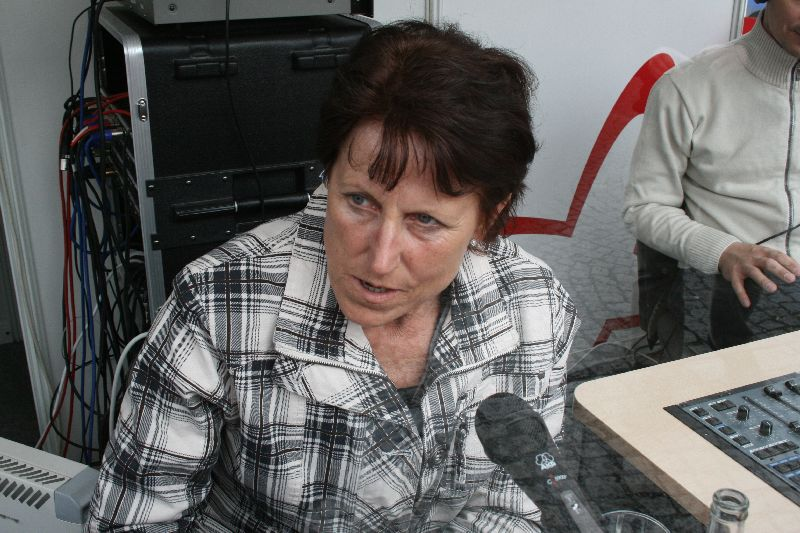
Ženy – Jarmila Kratochvílová 1:53,28 min.

## Současné rekordy – dráha
| Muži              |           |                      |                        |         |               |
| Rekord            | Čas (min) | Atlet                | Stát                   | Město   | Datum rekordu |
| Světový rekord    | 1:40,91   | David Lekuta Rudisha | Keňa                   | Londýn  | 9. 8. 2012    |
| Olympijský rekord | 1:40,91   | David Lekuta Rudisha | Keňa                   | Londýn  | 9. 8. 2012    |
| Rekord MS         | 1:42,34   | Donavan Brazier      | Spojené státy americké | Dauhá   | 1. 10. 2019   |
| Český rekord      | 1:44,48   | Jakub Dudycha        | Česko                  | Ostrava | 24. 6. 2025   |

| Ženy              |           |                       |                |          |               |
| Rekord            | Čas (min) | Atletka               | Stát           | Město    | Datum rekordu |
| Světový rekord    | 1:53,28   | Jarmila Kratochvílová | Československo | Mnichov  | 26. 7. 1983   |
| Olympijský rekord | 1:53,43   | Naděžda Olizarenková  | Sovětský svaz  | Moskva   | 27. 7. 1980   |
| Rekord MS         | 1:54,68   | Jarmila Kratochvílová | Československo | Helsinky | 9. 8. 1983    |
| Český rekord      | 1:53,28   | Jarmila Kratochvílová | Československo | Mnichov  | 26. 7. 1983   |

## Současné rekordy podle kontinentů
| Rekord                            | Kategorie | Výkon (min.) | Atlet                 | Stát           | Město            | Datum       |
| --------------------------------- | --------- | ------------ | --------------------- | -------------- | ---------------- | ----------- |
| Afrika                            | Muži      | 1:40,91      | David Lekuta Rudisha  | Keňa           | Londýn           | 9. 8. 2012  |
| Afrika                            | Ženy      | 1: 54.01     | Pamela Jelimová       | Keňa           | Curych           | 29. 8. 2008 |
| Asie                              | Muži      | 1: 42,79     | Yusuf Saad Kamel      | Bahrajn        | Monako           | 29. 7. 2008 |
| Asie                              | Ženy      | 1: 55,54     | Liou Tung             | Čína           | Peking           | 9. 9. 1993  |
| Evropa                            | Muži      | 1:41,11      | Wilson Kipketer       | Dánsko         | Kolín nad Rýnem  | 24. 8. 1997 |
| Evropa                            | Ženy      | 1:53,28      | Jarmila Kratochvílová | Československo | Mnichov          | 26. 7. 1983 |
| Severní a střední Amerika         | Muži      | 1: 42,34     | Donavan Brazier       | USA            | Dauhá            | 1. 10. 2019 |
| Severní a střední Amerika         | Ženy      | 1: 54,44     | Ana Fidelia Quirotová | Kuba           | Barcelona        | 9. 9. 1989  |
| Oceánie                           | Muži      | 1: 43,99     | Joseph Deng           | Austrálie      | Décines-Charpieu | 8. 7. 2023  |
| Oceánie                           | Ženy      | 1: 58,09     | Catriona Bissetová    | Austrálie      | Chořov           | 20. 6. 2021 |
| Jižní Amerika                     | Muži      | 1: 41,77     | Joaquim Cruz          | Brazílie       | Kolín nad Rýnem  | 26. 8. 1984 |
| Jižní Amerika                     | Ženy      | 1: 56,68     | Letitia Vriesdeová    | Surinam        | Göteborg         | 13. 8. 1995 |
| Muži na iaaf.org Ženy na iaaf.org |           |              |                       |                |                  |             |

## Nejlepších 10 atletů

### Ženy – dráha
| Pořadí           | Výkon (min.) | Atletka               | Místo          | Datum       |
| ---------------- | ------------ | --------------------- | -------------- | ----------- |
| 1.               | 1: 53,28     | Jarmila Kratochvílová | Mnichov        | 26. 7. 1983 |
| 2.               | 1: 53,43     | Naděžda Olizarenková  | Moskva         | 27. 7. 1980 |
| 3.               | 1: 54,01     | Pamela Jelimová       | Curych         | 29. 8. 2008 |
| 4.               | 1: 54,25     | Caster Semenyaová     | Paříž          | 30. 6. 2018 |
| 5.               | 1: 54,44     | Ana Fidelia Quirotová | Barcelona      | 9. 9. 1989  |
| 6.               | 1: 54,81     | Olga Minějevová       | Moskva         | 27. 7. 1980 |
| 7.               | 1: 54,94     | Taťjana Kazankinová   | Montréal       | 26. 7. 1976 |
| 8.               | 1: 55,05     | Doina Melinteová      | Bukurešť       | 1. 8. 1982  |
| 9.               | 1: 55,19     | Maria Mutolaová       | Curych         | 17. 8. 1994 |
| 9.               | 1: 55,19     | Jolanda Čeplaková     | Heusden-Zolder | 20. 7. 2002 |
| 10.              | 1: 55,26     | Sigrun Wodarsová      | Řím            | 31. 8. 1987 |
| Ženy na iaaf.org |              |                       |                |             |

### Muži – dráha
| Pořadí           | Výkon (min.) | Atlet                   | Místo           | Datum       |
| ---------------- | ------------ | ----------------------- | --------------- | ----------- |
| 1.               | 1: 40,91     | David Lekuta Rudisha    | Londýn          | 9. 8. 2012  |
| 2.               | 1: 41,11     | Wilson Kipketer         | Kolín nad Rýnem | 24. 8. 1997 |
| 3.               | 1: 41,73     | Sebastian Coe           | Florencie       | 10. 6. 1981 |
| 3.               | 1: 41,73     | Nijel Amos              | Londýn          | 9. 8. 2012  |
| 5.               | 1: 41,77     | Joaquim Cruz            | Kolín nad Rýnem | 26. 8. 1984 |
| 6.               | 1: 42,05     | Emmanuel Kipkurui Korir | Londýn          | 22. 7. 2018 |
| 7.               | 1: 42,23     | Abubaker Kaki           | Oslo            | 4. 6. 2010  |
| 8.               | 1: 42,28     | Sammy Koskei            | Kolín nad Rýnem | 26. 8. 1984 |
| 9.               | 1: 42,34     | Wilfred Bungei          | Rieti           | 8. 9. 2002  |
| 10.              | 1: 42,37     | Mohammed Aman           | Brusel          | 6. 9. 2013  |
| Muži na iaaf.org |              |                         |                 |             |

### Současní světoví rekordmani v hale

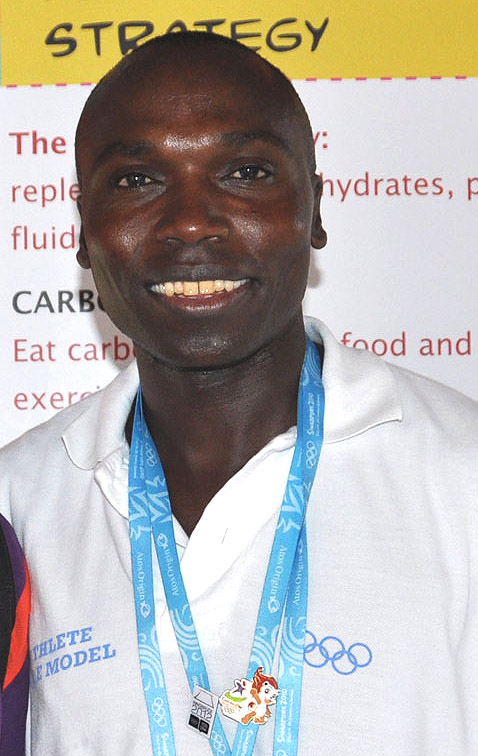
Muži – Wilson Kipketer 1:42,67 min
Ženy – Jolanda Čeplaková 1:55,82 min

## Současné rekordy – hala
| Muži             |              |                 |        |       |               |
| Rekord           | Výkon (min.) | Atlet           | Stát   | Město | Datum rekordu |
| Světový rekord   | 1:42,67      | Wilson Kipketer | Dánsko | Paříž | 9. 3. 1997    |
| Evropský rekord  | 1:42,67      | Wilson Kipketer | Dánsko | Paříž | 9. 3. 1997    |
| Rekord MS        | 1:42,67      | Wilson Kipketer | Dánsko | Paříž | 9. 3. 1997    |
| Český rekord     | 1:45,97      | Roman Oravec    | Česko  | Ames  | 6. 2. 1999    |
| Muži na iaaf.org |              |                 |        |       |               |

| Ženy             |              |                   |           |         |               |
| Rekord           | Výkon (min.) | Atletka           | Stát      | Město   | Datum rekordu |
| Světový rekord   | 1:55,82      | Jolanda Čeplaková | Slovinsko | Vídeň   | 3. 3. 2002    |
| Evropský rekord  | 1:55,82      | Jolanda Čeplaková | Slovinsko | Vídeň   | 3. 3. 2002    |
| Rekord MS        | 1:56,90      | Ludmila Formanová | Česko     | Maebaši | 7. 3. 1999    |
| Český rekord     | 1:56,90      | Ludmila Formanová | Česko     | Maebaši | 7. 3. 1999    |
| Ženy na iaaf.org |              |                   |           |         |               |

## Rychlost běhu při SR
Světový rekord v mužské kategorii má hodnotu 1:40,91 minuty, což odpovídá průměrné rychlosti 7,928 m/s (28,54 km/h). V průměru urazil rekordman David Rudisha obě 400 metrů dlouhá kola závodu za 50,45 sekundy, každý stometrový úsek pak za 12,61 sekundy.
V ženské kategorii časem 1:53,28 minuty Jarmila Kratochvílová běžela průměrnou rychlostí 7,062 m/s (25,42 km/h). Průměrně přitom urazila každé ze dvou kol závodu za 56,64 sekundy, každý stometrový úsek pak za 14,16 sekundy.